# 576 (tal)
576 är det naturliga heltal som följer 575 och följs av 577.

## Matematiska egenskaper
- 576 är ett jämnt tal.
- 576 är ett sammansatt tal.
- 576 är ett Harshadtal.
- 576 är ett praktiskt tal.

## Inom vetenskapen
- 576 Emanuela, en asteroid.